# Давыдов, Иван Григорьевич
Иван Григорьевич Давыдов (1826, Москва, Российская империя — 6 декабря 1856, Рим, Папская область) — русский живописец-пейзажист, последователь «романтического академизма», характерная фигура среди мастеров русской колонии в Риме, ученик Карла Рабуса и Максима Воробьёва.

## Биография
Иван Григорьевич, сын московского купца, родился в 1826 году в Москве. Иван Григорьевич Давыдов прошёл начальный путь молодого российского художественного дарования. Этапы обучения и художественные успехи И. Г. Давыдова протокольно и документально отражены в различных справочниках, в журналах Совета Академии, каталогах ежегодных академических выставок. Первую свою медаль, малую серебряную, Иван Давыдов получил еще в 1847 году, находясь в стенах московского училища.
После обучения у К. И. Рабуса в Московском училище живописи и ваяния (1843—1848) он становится вольноприходящим учеником Академии художеств в Петербурге (с 1850). Под руководством профессора М. Н. Воробьева его талант быстро реализуется в высокое мастерство: в 1851 году И. Г. Давыдов получает большую серебряную медаль, в 1852 за картину «Вид из окрестностей Нарвы» — малую золотую медаль, в 1853 — большую золотую медаль за пейзаж «Вид на острове Валааме», а также звание классного художника первой степени и право на зарубежную пенсионерскую (с пансионным обеспечением за казенный счет) поездку, чем он в 1854 году и воспользовался. Иван Григорьевич направился сначала в Женеву (Швейцария), а потом в Италию и Рим. О неординарной личности художника-романтика и его таланте сегодня можно судить лишь на основании его наследия, которое, к величайшему сожалению, немногочисленно и к тому же рассеяно по различным собраниям нашей страны и за рубежом (Финляндия).
Некоторые высказывания, мнения о нём все же сохранились в эпистолярном наследии других авторов. В частности, известно, что великий русский художник Александр Ива́нов, популярный в России, как автор беспримерного по замыслу и исполнению полотна «Явление Христа народу», все еще находясь в Риме к моменту приезда туда Ивана Давыдова, заметил молодого пейзажиста. Он рекомендовал его картины Козьме Солдатёнкову, начинавшему в начале 1850-х гг. комплектование своей галереи русского искусства, предшественницы знаменитой галереи братьев Третьяковых. Без сомнения, эта рекомендация мастера как нельзя более весомо характеризует уровень дарования Ивана Давыдова.
В Государственной Третьяковской галерее хранится портрет Давыдова, написанный его другом И. А. Кабановым (1823–1869). На обороте холста – надпись: «Портрет Ив. Григ. Давыдова умершаго в Риме 6 дек. 1856 г. на 31 году от чахотки, писанный художником Кабановым». Иван Андреевич не только написал предсмертный портрет Давыдова, но и уведомил его отца письмом. Это письмо опубликовано в книге «Материалы для истории художеств в России. Книга первая Николая Рамазанова» (См. 1863. Том 1. — С. 267-268). Из письма И. А. Кабанова:
...Вы лишились своего любезного сына, а мы милого товарища. В прошлое лето Иван Григорьевич поехал в окрестности Рима и схватил лихорадку (она здесь свирепствует), потом у него развилась чахотка. Он постоянно был уверен в хорошем исходе своей болезни, но вместо этого отправился на Monte Tectarrio, где нашу братию зарывают. Я с ним провел большую часть времени, работал два лета в окрестностях Рима.
…После смерти художника остался портфель со ста семнадцатью его этюдами, три масляные картины Швейцарских видов, масляный же вид Аричио и большой альбом с девятью маленькими (вечными спутниками видописцев). Умирая, он просил вырезать сердце свое и послать вам, но судите, как это сделать!
…Иван Григорьвич исповедался и приобщился Св. Тайн. Похоронили его приличным образом; на погребении были все художники, даже не русские, которые знали его и полюбили: все ему отдали должную честь.

…Вы хотели знать о последних минутах вашего сына: за два дня до кончины он уже не мог видеть товарищей; в последние минуты жизни, поддерживаемый своей доброй хозяйкой, которая ухаживала за ним как родная мать, он был на ногах и вдруг после долгого молчания заговорил: что я вижу? Что за лица, что за люди? Вот мой отец! – после этих слов Ив. Григ. склонил голову на грудь хозяйки и скончался. С покойника сняли маску. Жаль, жаль, что он выехал за границу; выехал право только для того, чтобы умереть в Риме; да и многим здесь голубое-то небо не совсем здорово.
Жизнь И. Г. Давыдова оборвалась рано: после посещения Женевы в 1854 году он останавливался в Риме, откуда посылал в Россию несколько полотен. На родину художник уже не вернулся; был похоронен на Некатолическом кладбище в Тестаччо. Его последние работы демонстрировались на академических выставках: в 1855 году — Вид из окрестностей г. Триента, в 1857 году — Вид озера Неми близ Рима и два Вида в местечке Альбано близ Рима.
Так получилось, что Валаам остался одним из самых ярких впечатлений художника. Репродукция одной из его картин 1853 года опубликована в финском альбоме, посвященном Старому Валааму (Valamo ja sen sanoma. Helsinki, 1982. — С. 34). Экземпляр этого издания, подаренный в 1983 году заместителем министра культуры КАССР Т. С. Хайми, находится в фондах Валаамского музея. Другая картина, того же года, за которую автор получил главную ученическую награду Академии художеств, хранится в Государственном Русском музее и, однажды (в 2005 г.) экспонировалась на одной из валаамских выставок («Остров монашеского подвига» в музее «Мир воды Санкт-Петербурга») в разделе русского искусства.
Представленные репродукции работ И. Г. Давыдова лишь в небольшой степени дают представление о большом таланте художника и вызывают сожаление о его непродолжительном жизненном пути.
Произведения Ивана Григорьевича Давыдова находятся в крупнейших музеях страны: в Государственной Третьяковской галерее, в Научно-исследовательском музее Российской Академии художеств (СПБ), в Государственном Русском музее и в других, а также в Финляндии. С картиной «Пейзаж с мельницей» можно познакомиться в художественном музее Ярославля.

## Награды и звания
- Медали: малая серебряная (1847); большая серебряная (1851); малая золотая за картину «Вид из окрестностей Нарвы» (1852); большая золотая медаль за пейзаж «Вид на острове Валааме» (1853).
- Звание Классного художника I степени.

## Галерея

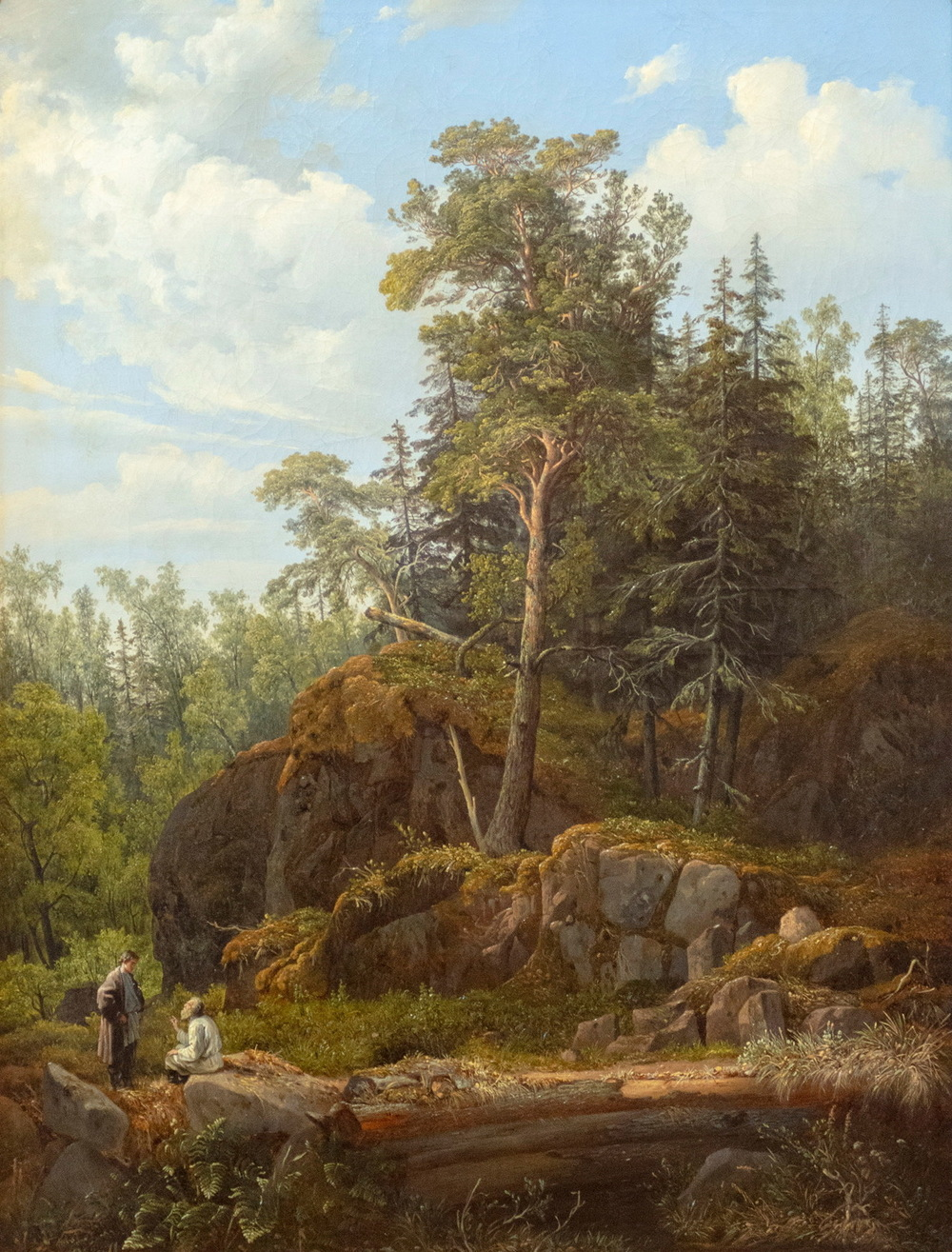
Вид на острове Валааме. 1853
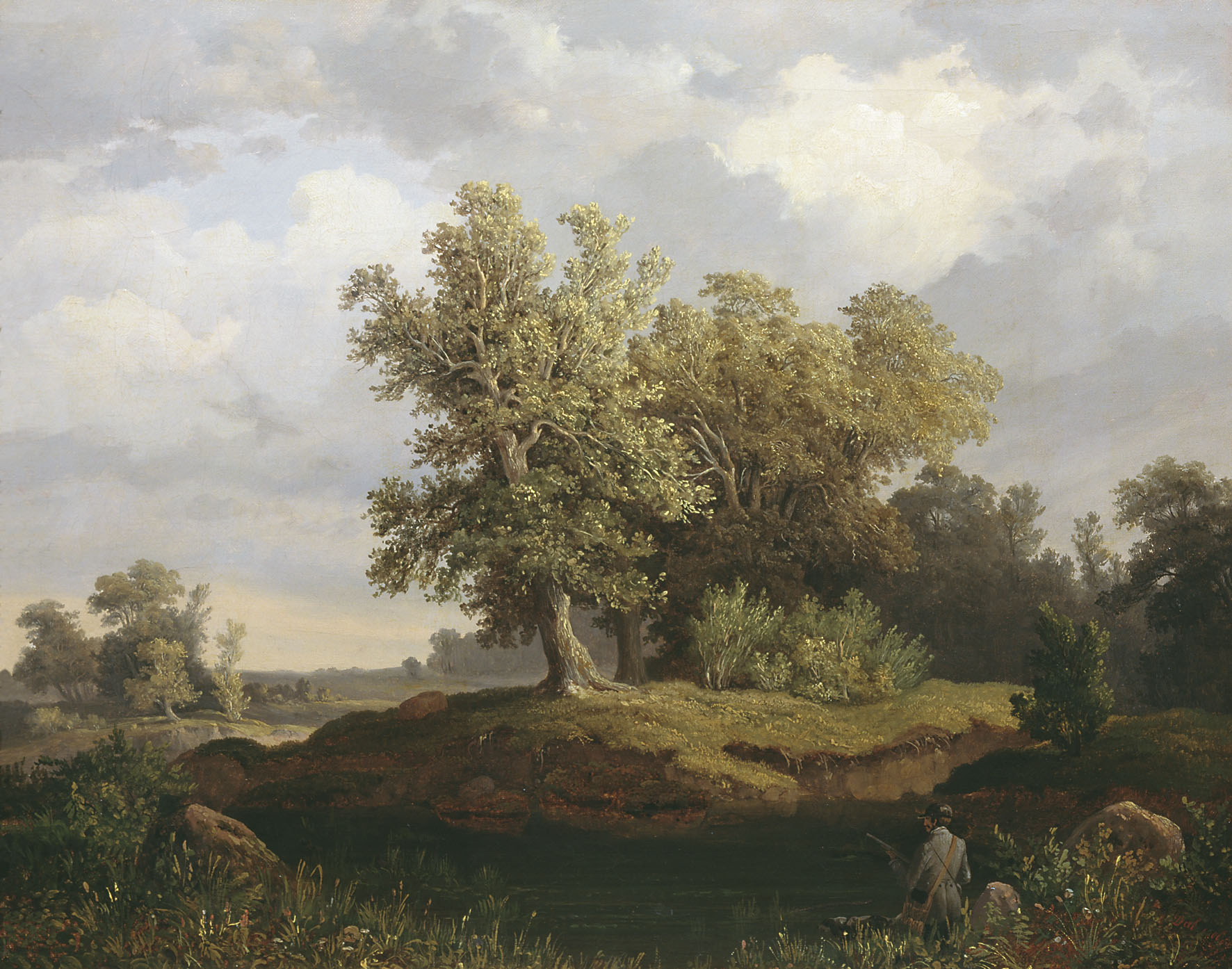
Пейзаж. 1856
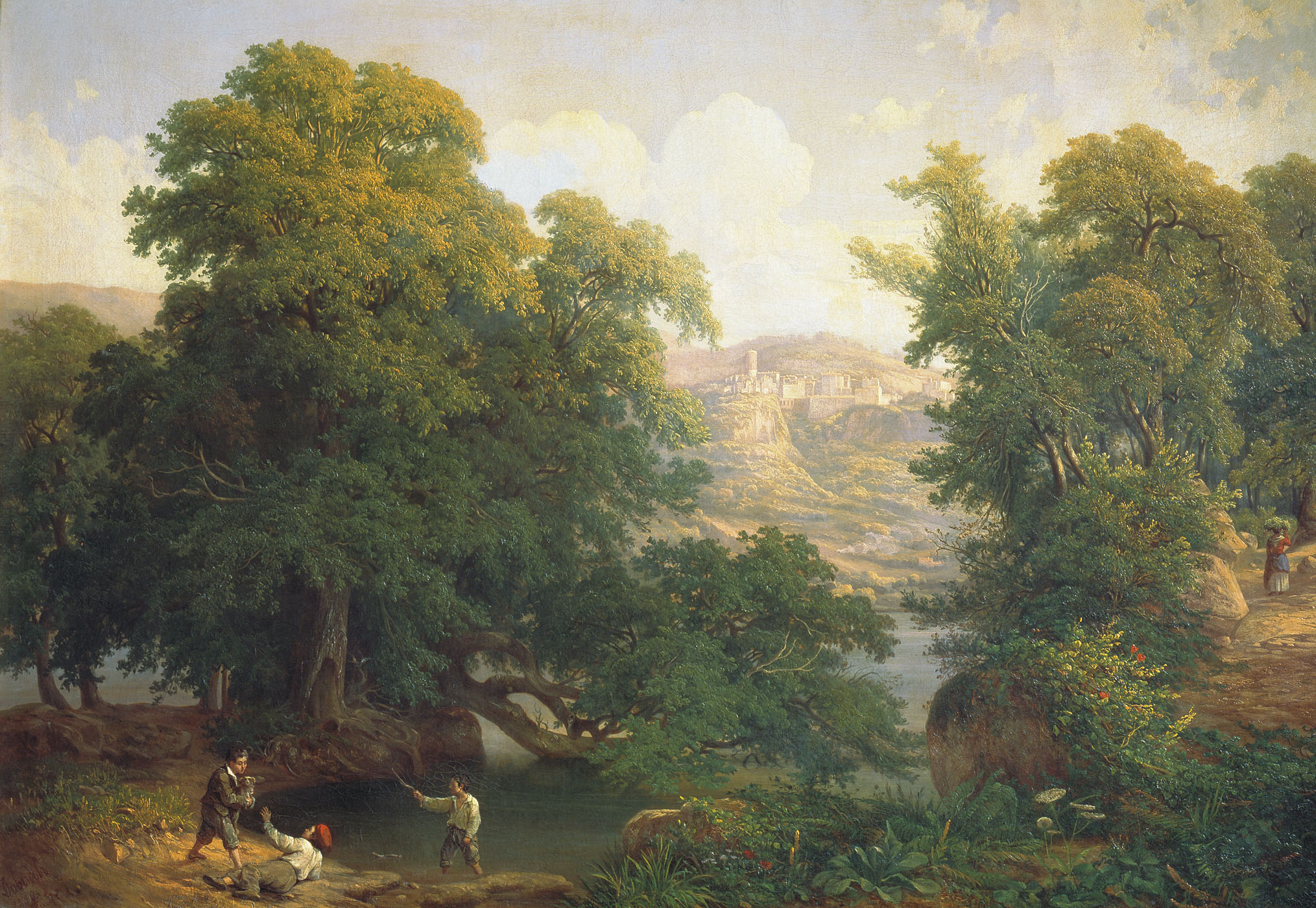
Предместье Рима. 1856
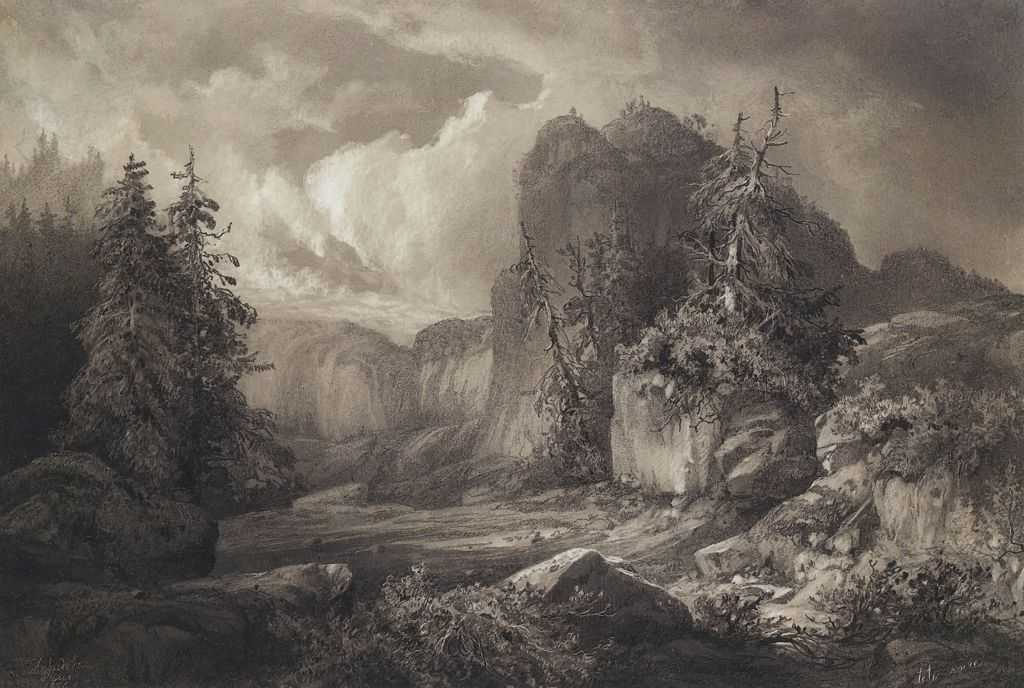
Черная голова. 1856